# Тимон (Русанов)
Епископ Тимон (в миру Антонин Яковлевич Русанов; 29 июля [10 августа] 1872, Медведское, Оренбургская губерния — 1 июня 1930, Кустанай, КазАССР) — епископ Русской православной церкви, епископ Кустанайский, викарий Челябинской епархии.

## Биография
Антонин Русанов родился 29 июля (10 августа) 1872 года в семье священника в селе Медведском Каменной волости Челябинского уезда Оренбургской губернии Оренбургского генерал-губернаторства, ныне село входит в Щучанский муниципальный округ Курганской области. Был шестым сыном в семье.
В июне 1893 года окончил Уфимскую духовную семинарию со званием студента.
В 1893—1895 годах — сверхштатный псаломщик при Свято-Троицкой церкви села Медведевского Челябинского уезда. В 1894—1895 годы — учитель Зайковской школы грамоты Медведевского прихода Челябинского уезда.
В 1895—1896 годы Учитель Кирилло-Мефодиевской церковно-приходской школы Кундравинской станицы Троицкого уезда Оренбургской губернии.
В 1896—1900 годы — старший учитель Птиченской второклассной школы Челябинского уезда.
С 27 июля (9 августа)  1900 года — заведующий и законоучитель Петровской церковно-приходской школы, эту же должность занимал в Петровской и Татарской школах грамоты Петровского прихода в 1901—1902 годах.
17 (30) сентября 1900 года рукоположён в сан священника к храму Святого Архангела Михаила в селе Петровском Челябинского уезда.
25 октября (7 ноября)  1902 года назначен наблюдателем церковно-приходских школ Тургайской области с причислением к Кустанайскому собору.
С 8 (21) октября 1903 года — священник в Кирилло-Мефодиевском храме Кустаная. 10 (23) ноября 1903 года переведён к Николаевскому собору Кустаная сверх штата.
В 1903—1913 годы — председатель Кустанайского отделения Епархиального училищного совета.
23 ноября (6 декабря)  1906 года назначен благочинным Тургайского округа. 5 (18) декабря 1909 года повторно утвержден благочинным Тургайского округа.
С 28 мая (10 июня)  1910 года по 11 (24) июня 1910 года — один из организаторов противосектантских курсов в Кустанае для духовенства и мирян.
В августе 1910 года назначен законоучителем при директоре Кустанайской тюрьмы.
В марте 1911 года — депутат на XIV Общеепархиальном съезде духовенства Оренбургской епархии, выступил с предложением назначить в Кустанайский уезда особого противосектантского миссионера.
В 1911 году — член епархиального комитета Православного миссионерского общества.
В 1911—1913 годы — член Кустанайского уездного комитета для оказания помощи голодающим от неурожая 1911—1912 годы.
В 1913 году — член особого комитета по помощи учащимся церковно-приходских и министерских школ.
С 13 (26) июня 1913 года по 2 (15) августа 1913 года — инспектор курсов для малоопытных учителей церковно-приходских школ Тургайской области.
В августе-сентябре 1914 года — депутат от Тургайского благочиннического округа на 15-м общеепархиальном съезде духовенства, член комиссии съезда по распределению правительственных средств между нуждающимися приходами от Кустанайского уезда, председатель Кустанайского отделения епархиального училищного совета.
В 1914 году действительный член Общества вспомоществования нуждающимся ученикам Оренбургской духовной семинарии (ОВОДС). Провел в 1914 году сбор членских взносов и пожертвований в своем округе на нужды ОВОДС.
28 апреля 1915 года — назначен Кустанайским уездным бесприходным наблюдателем церковно-приходских школ, в связи с чем, отчислен от должности благочинного Тургайского округа и оставлен сверхштатным священником Кустанайского собора без права получения части доходов соборного духовенства.
В 1917—1918 годах — законоучитель Кустанайской второклассной школы.
1 сентября 1918 годы — законоучитель Кустанайского русско-киргизского женского начального училища, 5-го женского и 11-го мужского начальных училищ.
С мая 1917 года — ключарь Никольского собора города Кустаная. С 1920 года — настоятель Никольского собора в Кустанае после расстрела брата Николая.
В 1922 году овдовел. 1 ноября 1923 года Патриархом Тихоном и членами временного Патриаршего Синода поручено временно управляющему Оренбургской епархией епископу Орскому Иакову (Маскаеву) совершить в Кустанае вместе с епископом Давлекановским Иоанном (Поярковым) и епископом Мензелинским Иринеем (Шульминым) хиротонию протоиерея Антонина Русанова, по пострижении его в монашество, на новоучреждаемую Кустанайскую викарную кафедру Челябинской епархии (если окажется невозможным её проведение в Москве). Из-за противодействия местных властей хиротония не состоялась. В феврале — марте 1924 года был заключён в Кустанайскую тюрьму по статье 130 УК РСФСР за противодействие передаче Никольского собора обновленцам и нарушение договора с Горсоветом о его аренде.
10 августа 1925 года рукоположён во епископа. В связи с тем что клир Никольского собора в феврале 1924 года перешёл в обновленчество, епископ Тимон до кончины служил в Константино-Еленинском храме в Кустанае.
В литературе встречается утверждение о том, что в 1925 или 1926 году Кустанайское викариатство было преобразовано в самостоятельную епархию, но документального подтверждения оно не имеет.
В период его служения на кафедре «староцерковники» разделились на поминающих и непоминающих советскую власть. Понимая, что разделение на поминающих и не поминающих только ослабит староцерковную общину Кустаная, епископ Тимон не становился на сторону ни тех ни других. Он служил и с прихожанами как Михаило-Архангельской церкви, в которой не поминали советскую власть, и с прихожанами Кладбищенской и Константино-Еленинской церквей, в которых советская власть поминалась. Этим он показывал, что вопрос поминовения или не поминовения светских властей не должен стать причиной церковного раскола. В отношении же Кустанайских обновленцев епископ Тимон был непримирим — обновленцы воспринимались им как еретики и раскольники, с которыми невозможно никакого церковного общения.
Епископ Тимон скончался 1 июня 1930 года от рака желудка в городе Кустанае Кустанайского округа Казакской АССР РСФСР, ныне город Костанай — административный центр Костанайской области Республики Казахстан. 3 июня 1930 года отпевание в Константино-Еленинском храме совершил епископ Челябинский Павел (Павловский). Похоронен на Центральном городском кладбище города Кустаная.
В 1975 году кладбище, закрытое для погребений в 1950 году, сравняли с землей и отдали под парк Победы. Однако по благословению Иосифа, митрополита Алма-Атинского и Казахстанского, 18 июня 1975 года останки епископа Тимона перенесли на новое кладбище, в районе Второго Кустаная (аэропорт).

## Награды
- Орден Святой Анны III степени, 6 (19) мая 1916 года, ко дню рождения Государя Императора
- Медаль «В память 25-летия церковно-приходских школ»
- Медаль «В память 300-летия царствования дома Романовых»
- Наперсный крест, 6 (19) мая 1913 года, от Святейшего Синода ко дню рождения Государя Императора
- Скуфья, 29 марта (11 апреля)  1906 года
- Набедренник, 6 (19) марта 1903 года
- Благословение Священного синода с грамотой, 6 (19) ноября 1910 года
- Архипастырское благословение, дважды: 27 июля (8 августа)  1898 года, 3 (16) февраля 1907 года

## Память
7 мая 2021 года по благословению митрополита Астанайского и Казахстанского Александра вышла в свет книга «Епископ Кустанайский Тимон (Русанов). Жизнеописание». 8 мая 2021 года митрополит Астанайский и Казахстанский Александр посетил место упокоения епископа Тимона (Русанова) на городском кладбище, а затем в епархиальном управлении Костаная провёл совещание по благоустройству места захоронения первого епископа Кустанайского, к которому совершаются паломничества верующих.
16 сентября 2021 года в Костанае состоялась закладка первого камня в основание духовно-культурного центра Костанайской епархии имени епископа Тимона (Русанова). 10 декабря 2022 года в Костанае митрополит Астанайский и Казахстанский Александр (Могилёв) совершил освящение духовно-культурного центра Костанайской епархии имени епископа Тимона (Русанова).
3-4 июня 2022 года в Костанае прошла I-я международная научно-богословская конференция, посвященная 150-летию со дня рождения епископа Кустанайского Тимона (Русанова) — Тимоновские чтения. Планируется, что Тимоновские чтения планируется проводить ежегодно 3 июня.
11 декабря 2022 года по окончании литургии в Константино-Еленинском кафедральном соборе в Костанае состоялось освящение памятной доски в честь епископа Тимона (Русанова) по случаю 150-летия со дня его рождения. Константино-Еленинская церковь, Костанай, ул. Ибрая Алтынсарина, 208 — 53°13′19″ с. ш. 63°38′52″ в. д.

## Семья
- Отец, протоиерей Яков Васильевич Русанов (1836—1910). В семье было шестеро сыновей и две дочери. Все его сыновья стали священниками, а дочери — жёнами священников.
  - Брат, протоиерей Николай Яковлевич Русанов[14].
  - Сестра, Капитолина Яковлевна.
- Был женат, две дочери Юлия и Клавдия.